# 当雄县
当雄县（藏語：འདམ་གཞུང་རྫོང་，威利转写：'dam gzhung rdzong，藏语拼音：Damxung Zong）是中国西藏自治区的一个县，隶属拉萨市。当雄县位于西藏自治区中部，纳木错东南。

## 历史沿革
当雄，藏语的意思为“挑选的草场”。

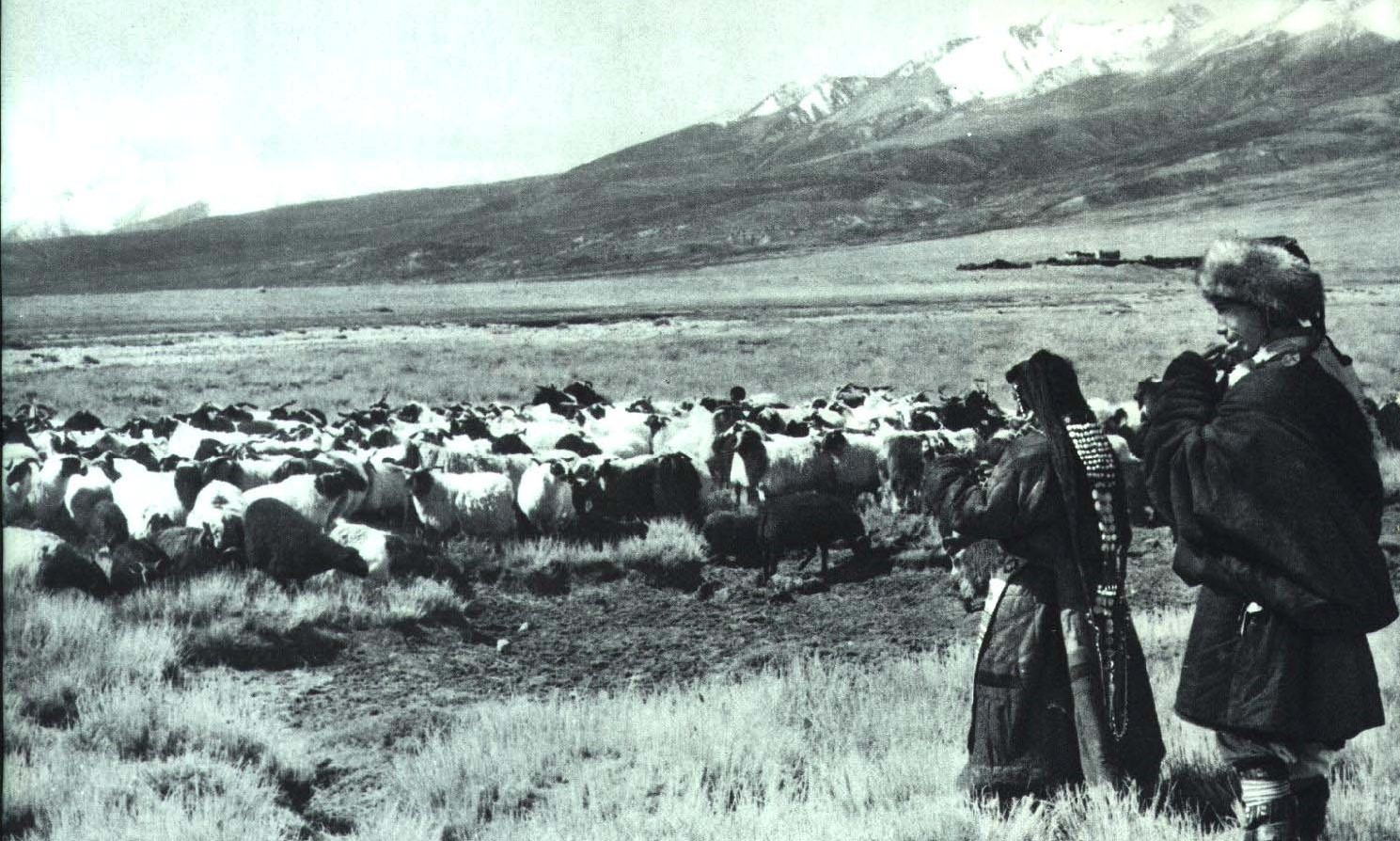
1964年 当雄牧区

- 当雄县建县前，境内分为当雄宗、白仓宗、羊井宗和四个隶属热振寺管辖的部落。
- 1959年建县，隶属拉萨市管辖，县政府驻地：中嘎村
- 1960年，县政府驻地迁至当曲卡镇。
- 2008年当雄县发生6. 4级地震，造成10人死亡

## 行政区划
当雄县下辖2个镇、6个乡：
当曲卡镇、羊八井镇、格达乡、宁中乡、公塘乡、龙仁乡、乌玛塘乡和纳木湖乡。

## 人口
根据第七次人口普查数据，截至2020年11月1日零时，当雄县常住人口为47900人。

## 交通
- 京藏高速、青藏公路（ 109国道）过境。